# Ken je dat gevoel
Ken je dat gevoel is een lied van het Nederlandse zangduo Suzan & Freek. Het werd op 9 januari 2025 als single uitgebracht. Het nummer verscheen op 18 januari 2025 in de Nederlandse Top 40, de Nederlandse Single Top 100 en de Vlaamse Ultratop 50. Op 10 januari 2025 werd "Ken je dat gevoel" ook gekozen als Alarmschijf door het Nederlands radiostation Qmusic.

## Achtergrond
"Ken je dat gevoel" is geschreven door Suzan Stortelder, Arno Krabman, Freek Rikkerink, Léon Palmen en Martijn Konijnenburg (van Goldkimono) en geproduceerd door Krabman. Het is een vrolijk en fris, dansbaar nummer en de tekst gaat over "universele momenten van verlangen, heimwee en verbondenheid."
De videoclip werd op 17 januari 2025 uitgebracht en werd geregisseerd door Cas Lebbink en Ferdi Eggink.
"Ken je dat gevoel" is de 16e Nederlandse Top 40-hit van Suzan & Freek. Hiermee evenaren ze het record van Nick & Simon, qua Nederlandstalige duo's met de meeste hits in de lijst.

## Hitnoteringen

### Nederlandse Top 40
| Hitnotering: 18-01-2025 t/m 24-05-2025 | Hitnotering: 18-01-2025 t/m 24-05-2025 | Hitnotering: 18-01-2025 t/m 24-05-2025 | Hitnotering: 18-01-2025 t/m 24-05-2025 | Hitnotering: 18-01-2025 t/m 24-05-2025 | Hitnotering: 18-01-2025 t/m 24-05-2025 | Hitnotering: 18-01-2025 t/m 24-05-2025 | Hitnotering: 18-01-2025 t/m 24-05-2025 | Hitnotering: 18-01-2025 t/m 24-05-2025 | Hitnotering: 18-01-2025 t/m 24-05-2025 | Hitnotering: 18-01-2025 t/m 24-05-2025 | Hitnotering: 18-01-2025 t/m 24-05-2025 | Hitnotering: 18-01-2025 t/m 24-05-2025 | Hitnotering: 18-01-2025 t/m 24-05-2025 | Hitnotering: 18-01-2025 t/m 24-05-2025 | Hitnotering: 18-01-2025 t/m 24-05-2025 |
| Week:                                  | 1                                      | 2                                      | 3                                      | 4                                      | 5                                      | 6                                      | 7                                      | 8                                      | 9                                      | 10                                     | 11                                     | 12                                     | 13                                     | 14                                     | 15                                     |
| -------------------------------------- | -------------------------------------- | -------------------------------------- | -------------------------------------- | -------------------------------------- | -------------------------------------- | -------------------------------------- | -------------------------------------- | -------------------------------------- | -------------------------------------- | -------------------------------------- | -------------------------------------- | -------------------------------------- | -------------------------------------- | -------------------------------------- | -------------------------------------- |
| Positie:                               | 29                                     | 18                                     | 14                                     | 13                                     | 12                                     | 14                                     | 14                                     | 14                                     | 15                                     | 17                                     | 17                                     | 16                                     | 20                                     | 23                                     | 25                                     |
| Week:                                  | 16                                     | 17                                     | 18                                     | 19                                     |                                        |                                        |                                        |                                        |                                        |                                        |                                        |                                        |                                        |                                        |                                        |
| Positie:                               | 26                                     | 27                                     | 27                                     | 36                                     | uit                                    |                                        |                                        |                                        |                                        |                                        |                                        |                                        |                                        |                                        |                                        |

### NederlandseSingle Top 100
| Hitnotering: 18-01-2025 t/m 14-06-2025 | Hitnotering: 18-01-2025 t/m 14-06-2025 | Hitnotering: 18-01-2025 t/m 14-06-2025 | Hitnotering: 18-01-2025 t/m 14-06-2025 | Hitnotering: 18-01-2025 t/m 14-06-2025 | Hitnotering: 18-01-2025 t/m 14-06-2025 | Hitnotering: 18-01-2025 t/m 14-06-2025 | Hitnotering: 18-01-2025 t/m 14-06-2025 | Hitnotering: 18-01-2025 t/m 14-06-2025 | Hitnotering: 18-01-2025 t/m 14-06-2025 | Hitnotering: 18-01-2025 t/m 14-06-2025 | Hitnotering: 18-01-2025 t/m 14-06-2025 | Hitnotering: 18-01-2025 t/m 14-06-2025 | Hitnotering: 18-01-2025 t/m 14-06-2025 | Hitnotering: 18-01-2025 t/m 14-06-2025 | Hitnotering: 18-01-2025 t/m 14-06-2025 |
| Week:                                  | 1                                      | 2                                      | 3                                      | 4                                      | 5                                      | 6                                      | 7                                      | 8                                      | 9                                      | 10                                     | 11                                     | 12                                     | 13                                     | 14                                     | 15                                     |
| -------------------------------------- | -------------------------------------- | -------------------------------------- | -------------------------------------- | -------------------------------------- | -------------------------------------- | -------------------------------------- | -------------------------------------- | -------------------------------------- | -------------------------------------- | -------------------------------------- | -------------------------------------- | -------------------------------------- | -------------------------------------- | -------------------------------------- | -------------------------------------- |
| Positie:                               | 20                                     | 16                                     | 18                                     | 20                                     | 25                                     | 29                                     | 33                                     | 37                                     | 34                                     | 35                                     | 36                                     | 41                                     | 37                                     | 39                                     | 42                                     |
| Week:                                  | 16                                     | 17                                     | 18                                     | 19                                     | 20                                     | 21                                     | 22                                     |                                        |                                        |                                        |                                        |                                        |                                        |                                        |                                        |
| Positie:                               | 36                                     | 47                                     | 52                                     | 63                                     | 39                                     | 45                                     | 81                                     | uit                                    |                                        |                                        |                                        |                                        |                                        |                                        |                                        |

### VlaamseUltratop 50
| Hitnotering: 18-01-2025 t/m 24-05-2025 | Hitnotering: 18-01-2025 t/m 24-05-2025 | Hitnotering: 18-01-2025 t/m 24-05-2025 | Hitnotering: 18-01-2025 t/m 24-05-2025 | Hitnotering: 18-01-2025 t/m 24-05-2025 | Hitnotering: 18-01-2025 t/m 24-05-2025 | Hitnotering: 18-01-2025 t/m 24-05-2025 | Hitnotering: 18-01-2025 t/m 24-05-2025 | Hitnotering: 18-01-2025 t/m 24-05-2025 | Hitnotering: 18-01-2025 t/m 24-05-2025 | Hitnotering: 18-01-2025 t/m 24-05-2025 | Hitnotering: 18-01-2025 t/m 24-05-2025 | Hitnotering: 18-01-2025 t/m 24-05-2025 | Hitnotering: 18-01-2025 t/m 24-05-2025 | Hitnotering: 18-01-2025 t/m 24-05-2025 | Hitnotering: 18-01-2025 t/m 24-05-2025 |
| Week:                                  | 1                                      | 2                                      | 3                                      | 4                                      | 5                                      | 6                                      | 7                                      | 8                                      | 9                                      | 10                                     | 11                                     | 12                                     | 13                                     | 14                                     | 15                                     |
| -------------------------------------- | -------------------------------------- | -------------------------------------- | -------------------------------------- | -------------------------------------- | -------------------------------------- | -------------------------------------- | -------------------------------------- | -------------------------------------- | -------------------------------------- | -------------------------------------- | -------------------------------------- | -------------------------------------- | -------------------------------------- | -------------------------------------- | -------------------------------------- |
| Positie:                               | 45                                     | 29                                     | 15                                     | 36                                     | 16                                     | 13                                     | 10                                     | 13                                     | 12                                     | 12                                     | 15                                     | 12                                     | 15                                     | 19                                     | 19                                     |
| Week:                                  | 16                                     | 17                                     | 18                                     | 19                                     |                                        |                                        |                                        |                                        |                                        |                                        |                                        |                                        |                                        |                                        |                                        |
| Positie:                               | 24                                     | 30                                     | 31                                     | 50                                     | uit                                    |                                        |                                        |                                        |                                        |                                        |                                        |                                        |                                        |                                        |                                        |